# Tetraneuromyia apicalis
Tetraneuromyia apicalis är en tvåvingeart som först beskrevs av Ephraim Porter Felt 1914.  Tetraneuromyia apicalis ingår i släktet Tetraneuromyia och familjen gallmyggor.
Artens utbredningsområde är New York. Inga underarter finns listade i Catalogue of Life.